# 犬を連れたハーディ・ガーディ弾き
『犬を連れたハーディ・ガーディ弾き』（いぬをつれたハーディ・ガーディひき、仏: Le Vielleur au chien, 英: The Hurdy-Gurdy Player with a Dog）、または『ヴィエル弾き』（ヴィエルひき）は、フランス17世紀の画家ジョルジュ・ド・ラ・トゥールが1622年頃に制作したキャンバス上の油彩画である。フランスのベルグ・モン・デ・ピティエ美術館に所蔵されている。

## 概要
1934年から1935年にかけて、パリのオランジュリー美術館で「17世紀フランスの現実の画家たち」という展覧会が行われた。この展覧会には、1931年にドイツの美術史家ヘルマン・フォスがジョルジュ・ド・ラ・トゥール作とした３点の絵画が展示された。『辻音楽師の喧嘩』(J・ポール・ゲティ美術館)、『ウェドマンのハーディ・ガーディ弾き』(ルミルモン、シャルル・フリリー市立美術館)、そして本作『犬を連れたハーディ・ガーディ弾き』である。
しかし、1958年にフランス国内の美術館に所蔵されている17世紀フランス絵画の展覧会で、本作は当時のフランスの地方美術館監督局の研究員 (後にルーヴル美術館館長) ミシェル・ラクロットにより、ラ・トゥール自身の作ではなく工房の作とされた。しかし、保存状態はよくないものの、本作は確かにラ・トゥールの真作だと思われる。
本作は、ラ・トゥールの最初期の作品の１つである。ラ・トゥールは、夜の情景と昼の情景を描いたが、本作は昼の情景を描いた作品であり、伝統的に辻音楽師のものであるハーディ・ガーディの音楽に合わせて歌っている街頭の貧しい物乞いが描かれている。ハーディ・ガーディ弾きを主題とした絵画は17世紀のロレーヌ地方でよく見られた。ハーディ・ガーディ弾きのぞっとするような姿、彼を照らす冷たい光、地面に投げかけられた鋭い光により、フランス革命の時代、本作はイタリアのアンニーバレ・カラッチやミケランジェロの作品だと見なされたことがある。
ハーディ・ガーディ弾きの足元には、盲目の彼を導く子犬がいる。モルモットと間違えられることもあるが、ボルドー地方のブルドッグであろう。

## ギャラリー
ラ・トゥールの描いた辻音楽師の絵画

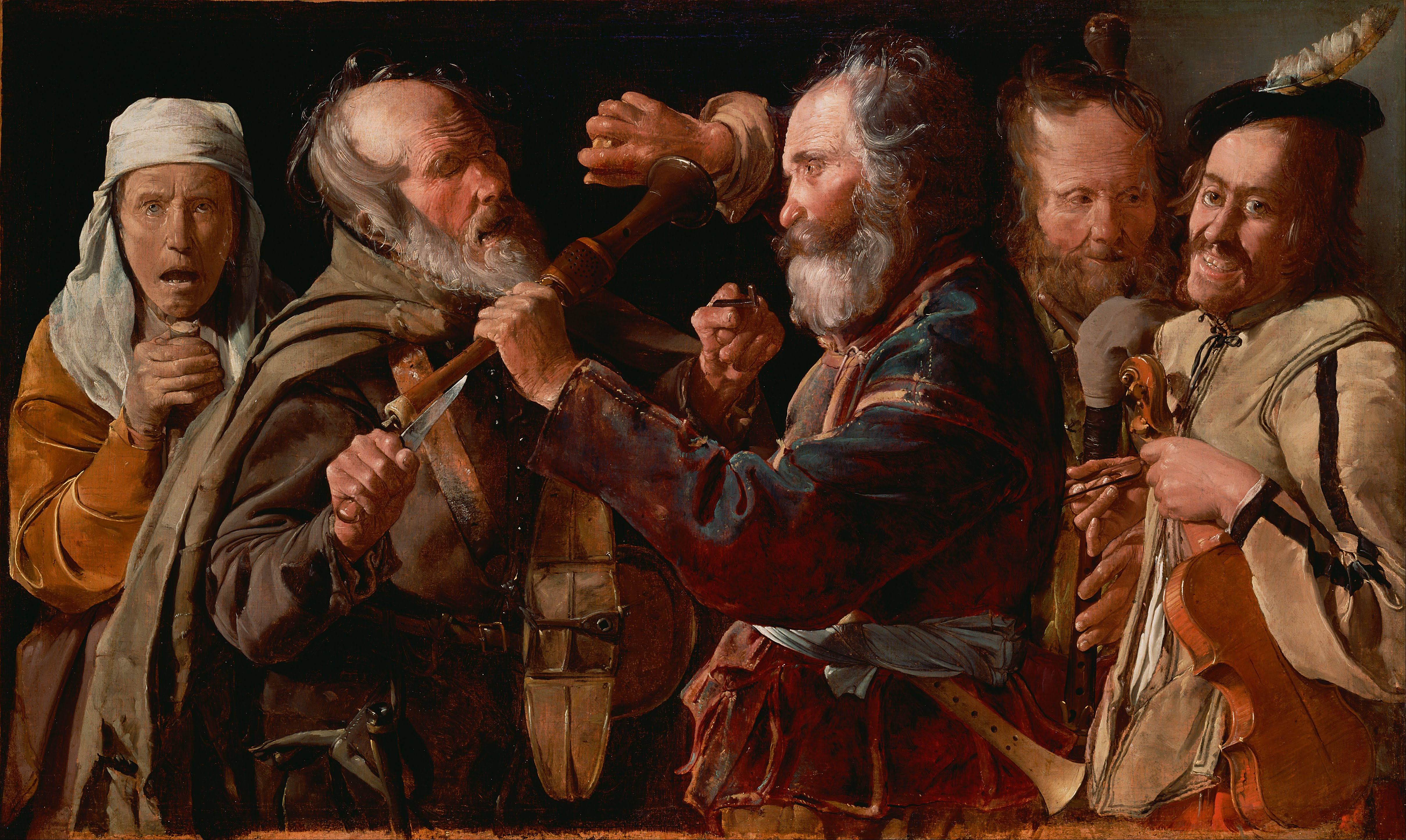
『辻音楽師の喧嘩』、94 × 104 cm、1625-1630年頃、ロサンゼルス、J・ポール・ゲティ美術館
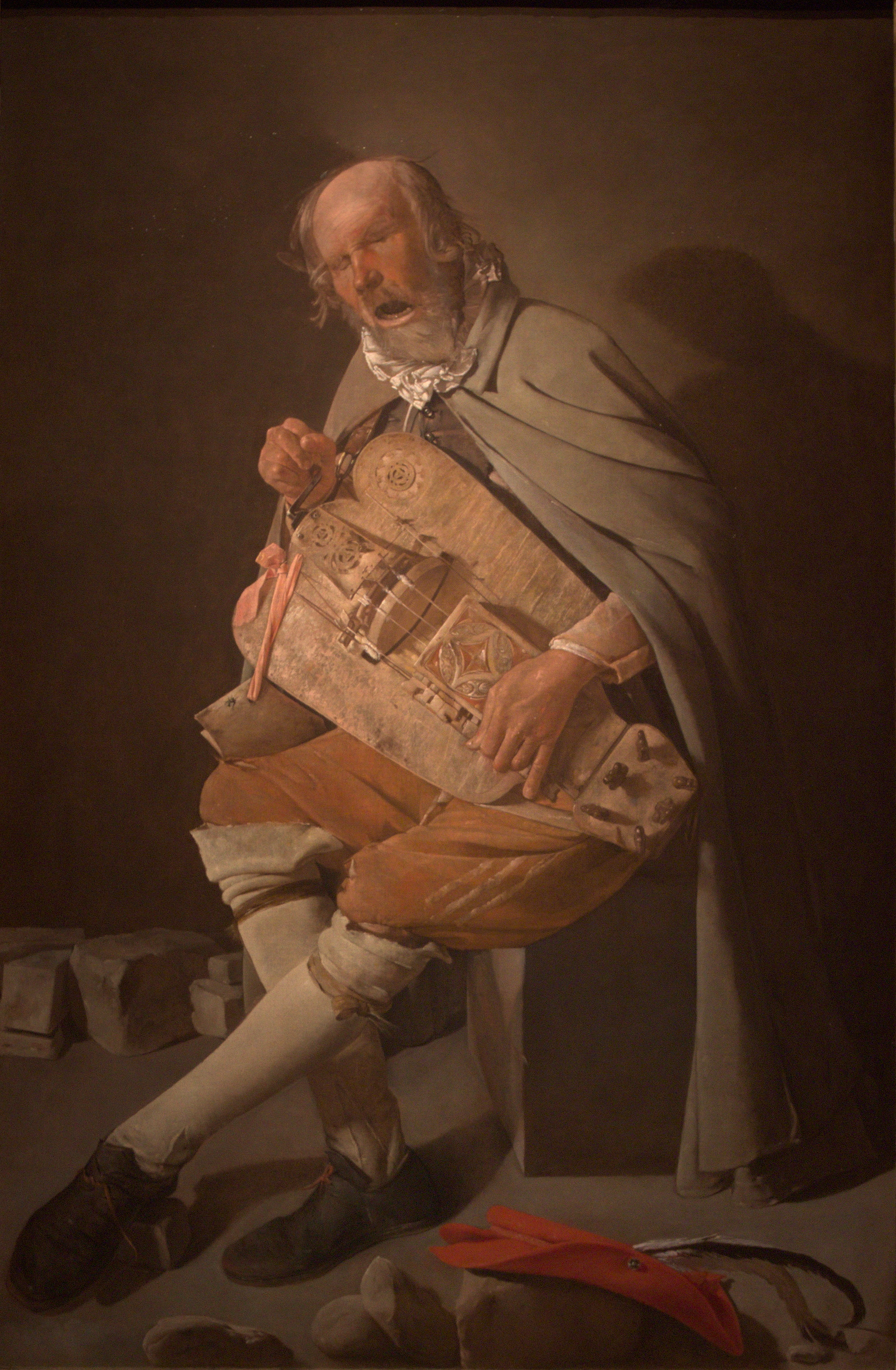
『ハーディ・ガーディ弾き』、162 × 105 cm、1620-1625年頃、ナント、 ナント美術館
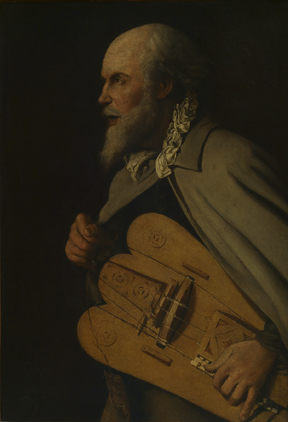
『ハーディ・ガーディ弾き』(断片)、 85 × 58 cm、1620-1625年頃、ブリュッセル、 ベルギー王立美術館
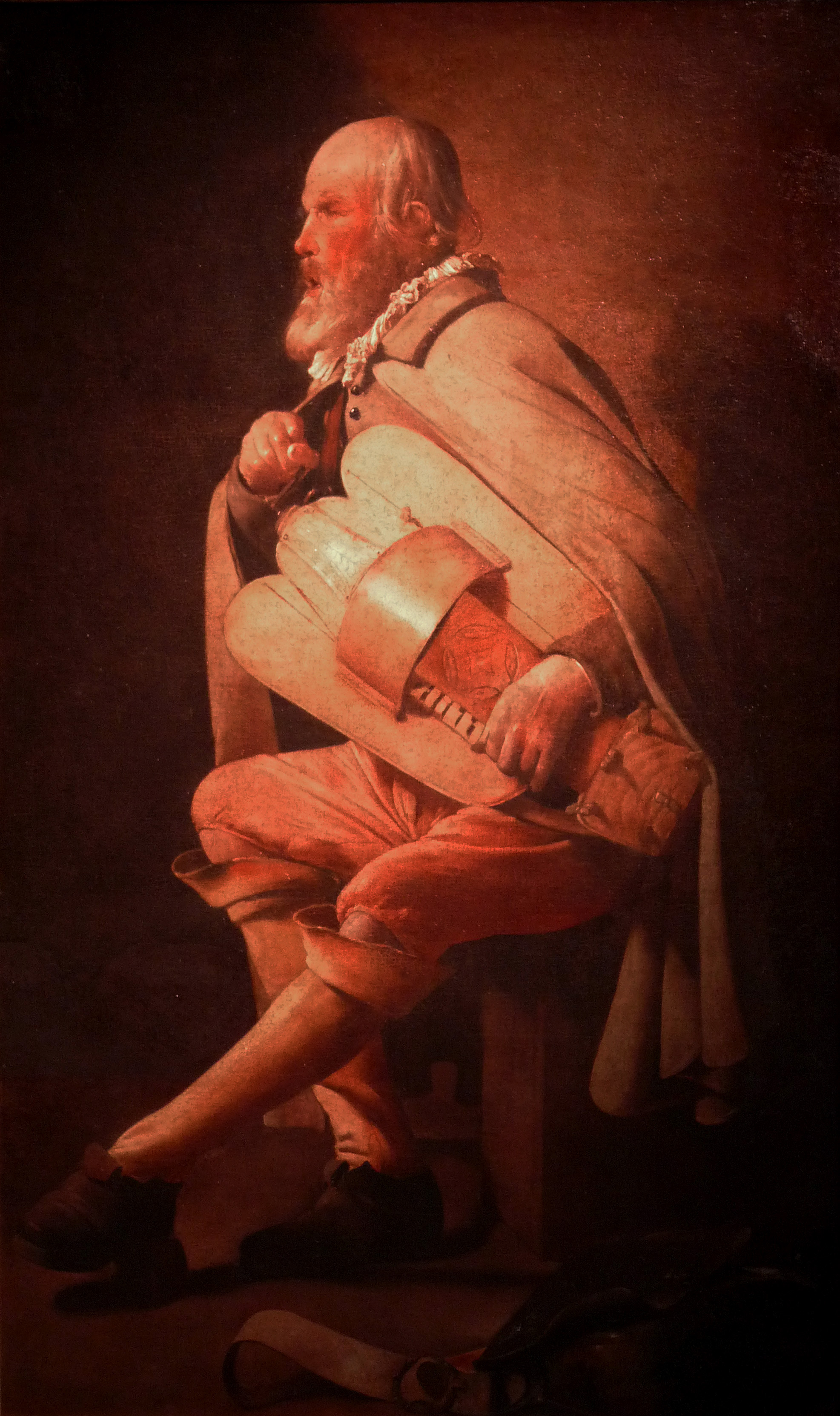
『ウェドマンのハーディ・ガーディ弾き』、157 × 94 cm、ルミルモン、シャルル・フリリー市立美術館 (Musée municipal Charles-Friry)
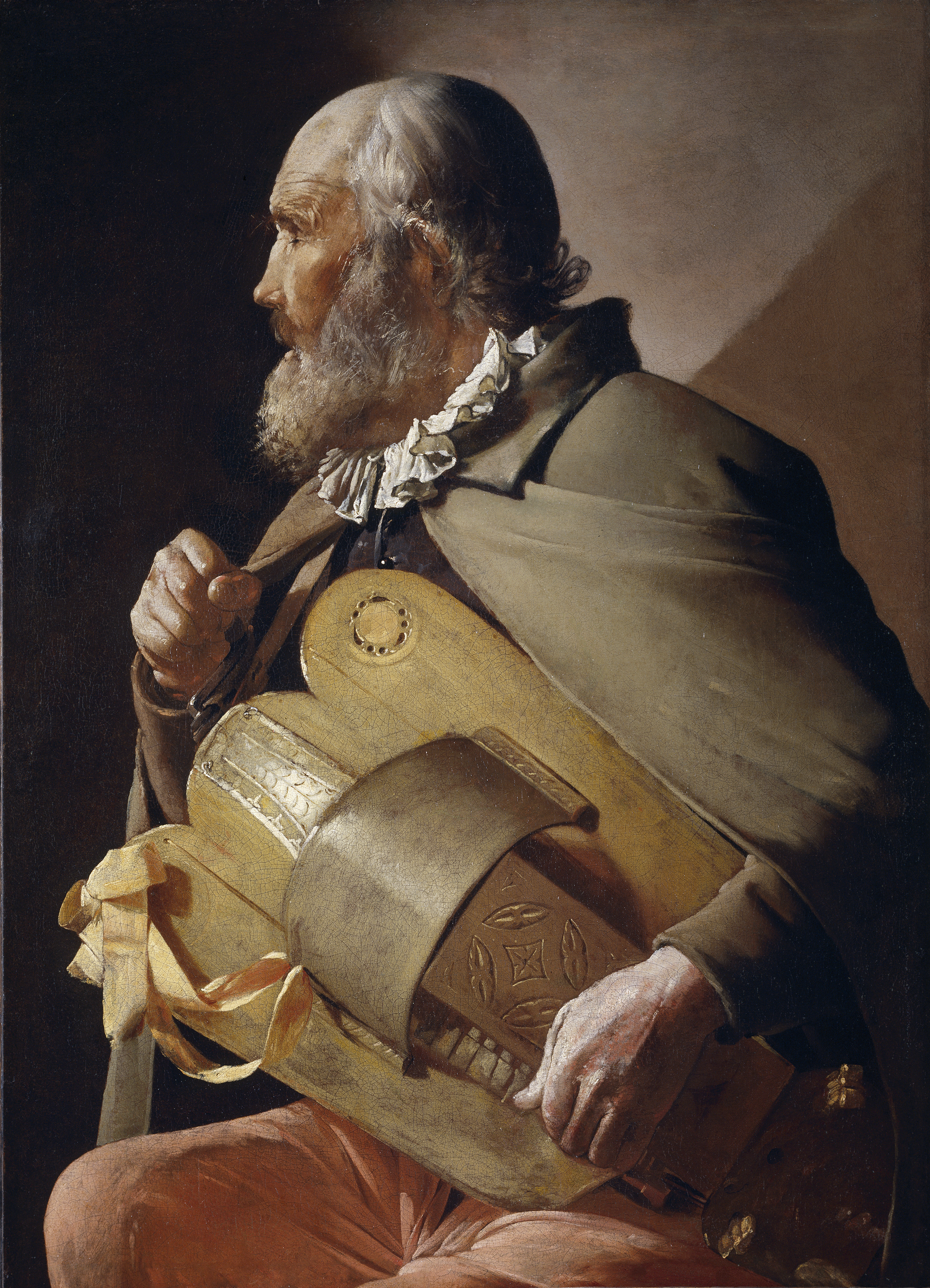
『盲目のハーディ・ガーディ弾き』 (断片)、84 × 61 cm、1620-1630年頃、マドリード、 プラド美術館